# Melanagromyza achilleana
Melanagromyza achilleana este o specie de muște din genul Melanagromyza, familia Agromyzidae, descrisă de Sehgal în anul 1971.
Este endemică în Alberta. Conform Catalogue of Life specia Melanagromyza achilleana nu are subspecii cunoscute.